# Андалуска низина
Андалуската низина е обширна низина простираща се в южната част на Пиренейския полуостров, на територията на Испания.
Разположена е между Андалуските планини на югоизток, планинската верига Сиера Морена на север и бреговете на Атлантическия океан на югозапад и има форма на равнобедрен триъгълник с връх ориентиран на североизток. Дължина около 340 km, максимална ширина в средата до 180 km. Низината се е оформила на място на древно предпланинско пропадане, разширяващо се на запад и запълнено впоследствие от кайнозойски морски и речни наслаги. Надморската ѝ височина варира от 0 m край бреговете на океана до 200 m на североизток в района на град Кордоба. Цялата низина се дренира основно от река Гуадалкивир и нейните многобройни притоци. На запад тече река Рио Тинто, а на юг – река Гуадалете, вливащи се директно в Атлантическия океан. Климатът е средиземноморски, а годишната сума на валежите варира от 400 до 700 mm. На отделни участъци се е съхранила естествената растителност представена от маквиси, палмито и гарига. Големи части от низината прадставляват усвоени земеделски земи заети от насаждения от пшеница, царевица, захарно цвекло, плантации от цитрусови култури, маслини, корков дъб и лозя. Низината е гъсто заселена, като най-големите селища са градовете Кадис, Севиля, Кордоба, Уелва.